# Ipchains
ipchains est un module logiciel qui fournit des fonctions de pare-feu pour Linux 2.1 et 2.2.

Plus précisément ipchains est la commande Linux qui permet à un administrateur de configurer le module de filtrage IP intégré aux noyau Linux.
À partir de la version 2.4 du noyau Linux, ipchains a été remplacé par le couple Netfilter/iptables.

## Défauts
- ipchains ne supporte qu'une seule sorte de NAT : la masquerade.

- ipchains ne gère pas IPsec, les proxys, les IDS, les serveurs d'authentification et plein d'autres technologies que les pare-feux commerciaux ont l'habitude de gérer. Pour faire cela il faut utiliser d'autres modules BSD qui se configurent à part.

### Autres pare-feux libres
- Linux Netfilter, pare-feu libre des noyaux Linux 2.4 et 2.6.
- Packet Filter ou PF, pare-feu libre de OpenBSD.
- IPFilter ou IPF, pare-feu libre de BSD et Solaris 10.
- Ipfirewall ou IPFW, pare-feu libre de FreeBSD.